# シスター・モーフィン
「シスター・モーフィン」(Sister Morphine)は、ローリング・ストーンズおよびマリアンヌ・フェイスフルの楽曲。作詞・作曲は、ミック・ジャガー、キース・リチャーズおよびマリアンヌ・フェイスフル。

## 解説
元々は、ミック・ジャガーが当時恋人だったマリアンヌ・フェイスフルのシングル曲としてプロデュースした作品だったが、フェイスフルのバージョンは発売禁止となり、後にストーンズとして再録音し、アルバム『スティッキー・フィンガーズ』（1971年）に収録したものが初出となる。作者クレジットは当初ジャガー/リチャーズだったが、フェイスフルが提訴し、彼女の名も併記されるようになった。だが、ジャガーは「マリアンヌは歌詞を2行ほど書いただけだ。なのにあいつは"全部自分が書いた"とか"金は全て自分が受け取るべき"とか言ってるんだよね」と語っている。歌詞は事故に遭いモルヒネを欲しがる男の苦しみを表現したもので、これはフェイスフルの麻薬体験を元にしたものだという。ストーンズ、フェイスフル、いずれのバージョンも、退廃的でミステリアスな雰囲気を漂わせている。

## マリアンヌ・フェイスフルのバージョン
フェイスフルのバージョンは、ジャガーのプロデュースの元、1968年7月にレコーディングされ、「サムシング・ベター」とのカップリングでシングルとして発表される予定だった。この年の12月に行われたテレビ番組用のイベント「ロックンロール・サーカス」でもフェイスフルが歌唱したが、後に起こり得る検閲問題を考慮し、この曲は収録を見送られた。翌年1969年2月にシングルがリリースされるも、デッカ・レコードはレコードを48時間後に回収した。フェイスフルはこの決定に怒り抗議するも事態は変わらず、フェイスフルのバージョンはお蔵入りとなった。
1979年、フェイスフルはこの曲をセルフ・カバーし、1982年にシングルとして発表した（アルバム『Broken English』のデラックス・エディションにも収録されている）。1968年に録音したバージョンは、1987年のベスト・アルバム『The Very Best Of Marianne Faithfull』で初めて日の目を見た。

## ローリング・ストーンズのバージョン
ストーンズは1969年5月、アルバム『レット・イット・ブリード』のためのセッションの中で、この曲を録音している。この頃はまだブライアン・ジョーンズがグループに在籍していた時期だが、彼はこのセッション自体に参加していない。リードギターはライ・クーダーが担当。ジョーンズの後任としてストーンズに加入したミック・テイラーは、クーダーのこの曲でのプレイを賞賛している。『レット・イット・ブリード』の方には収録を見送られ、2年後の『スティッキー・フィンガーズ』で初登場した。ストーンズのコンサートでは長らく披露されないままだったが、1997年のツアーで初めて演奏された。その後2015年にも披露されている。

### レコーディング・メンバー
- ミック・ジャガー - リード・ボーカル
- キース・リチャーズ - アコースティックギター
- ビル・ワイマン - ベース
- チャーリー・ワッツ - ドラムス
- ライ・クーダー - エレキギター
- ジャック・ニッチェ - ピアノ